# Електротехничка школа „Никола Тесла” Бања Лука
Електротехничка школа „Никола Тесла“ је средња школа која се налази у Бањој Луци. Основана је 1939, а име носи по једном од најпознатијих светских научника, Николи Тесли.

## Историјат
Електротехничка школа „Никола Тесла“ основана је почетком Другог светског рата, 1939. године као „Средња техничка школа”. Иако је током свог постојања више пута мењала назив, име које данас носи по установљено је по признатом научнику. Школа се у почетку налазила у згради данашњег Филозофског факултета. По оснивању су постојали машински, електротехнички и архитектонско-грађевински одсек, док су под њеном управом деловале још и мушка занатска, вечерња мајсторско-деловодна, као и стручна продужна школа. За време рата, велики број ученика ове школе приступио је Народноослободилачком покрету, те се настава до ослобођења одржавала периодично. Настава је поново постала редовна од 1. септембра 1945. године, а три године касније, школа је подељена на грађевинску и индустријску средњу школу и на овај начин функционисала до 18. јануара 1952. године. Тада је поново формирана јединствена техничка школа, а од школске 1962/63. године прелази у зграду данашње Металске школе. У оквиру школе основан је нови, радио-електронски, одсек. 
Реформом школског система, од 1974. године формирана је Електро школа у згради где се и данас налази, а све до 1992. постојали су трогодишњи и четворогодишњи смерови. Те године је утврђен назив школе „Никола Тесла“ и од тада уписује само профиле са четворогодишњим трајањем школовања.
Настава у овој школи данас се изводи у шеснаест учионица, пет кабинета и седам радионица за практичну наставу. Поред тога, школа поседује и фискултурну салу, богату библиотеку и ђачку бифе-кухињу, а практична настава се изводи у школским радионицама и радним организацијама.

## Образовни профили
У оквиру школе постоје четири образовна профила, и то:
- Техничар електронике
- Техничар рачунарства и програмирања
- Техничар електроенергетике
- Техничар телекомуникација